# 勘解由小路資忠
勘解由小路 資忠（かでのこうじ すけただ）は、江戸時代前期の公卿・歌人。勘解由小路家の祖。

## 経歴
権大納言・烏丸光広の子。官位は正三位・参議。
正保元年（1644年）、藤原北家日野流・勘解由小路家を興した。男子に恵まれず烏丸光雄（烏丸資慶の子）の子の韶光を養子とした。

## 系譜
- 父：烏丸光広（1579-1638）
- 母：家女房
- 妻：不詳
  - 女子：阿部正春継室
  - 養子：勘解由小路韶光 - 烏丸光雄の子